# Bellevigne-en-Layon
Bellevigne-en-Layon – gmina we Francji, w regionie Kraj Loary, w departamencie Maine i Loara. W 2013 roku liczba ludności wynosiła 5712 mieszkańców.
Gmina została utworzona 1 stycznia 2016 roku z połączenia pięciu wcześniejszych gmin: Champ-sur-Layon, Faveraye-Mâchelles, Faye-d’Anjou, Rablay-sur-Layon oraz Thouarcé. Siedzibą gminy została miejscowość Thouarcé.